# Conspiração de 1817

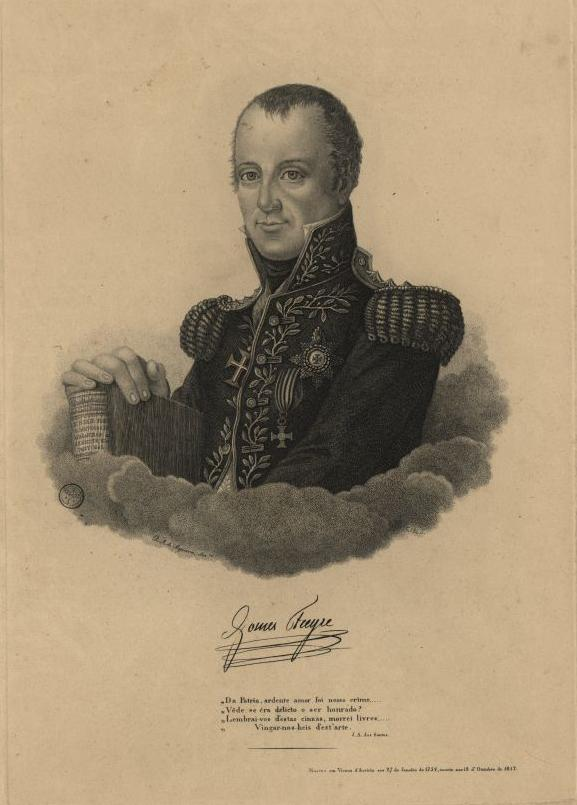
General Gomes Freire de Andrade, figura central da conspiração

A conspiração de 1817 foi uma tentativa de golpe de Estado organizada por um grupo de jovens oficiais pertencentes à Loja Maçónica de Santarém que saiu frustrada. Um dos conspiradores terá revelado informação secreta sobre o que pretendiam fazer. Planeavam prender os governadores do Reino e o Marechal Beresford, provocar um motim nas ruas e apresentar o general Gomes Freire de Andrade como o restaurador da ordem. Daí resultaria, segundo os seus objectivos, um governo provisório liberal, uma reunião das cortes, uma constituição e a eleição de um rei constitucional.
Devido à situação em que se encontrava a política portuguesa — o rei D. João VI a viver no Brasil e um general inglês (Beresford) a governar o país — esta revolta era já temida pelos governantes. Por isso, foi punida de forma a dar exemplo a futuras tentativas. O julgamento não seguiu os processos normais. Foi muito rápido e os doze réus não puderam sequer apelar ao perdão do rei. Foram todos, com excepção de um estrangeiro, condenados à morte e enforcados. Apesar de o julgamento ser apenas da responsabilidade dos governadores do reino e de juízes portugueses, o povo considerou que o Marechal Beresford foi o autor moral da morte de portugueses — entre eles Gomes Freire de Andrade — o que fez aumentar o ódio que sentia por ele.